# Gilda Radner

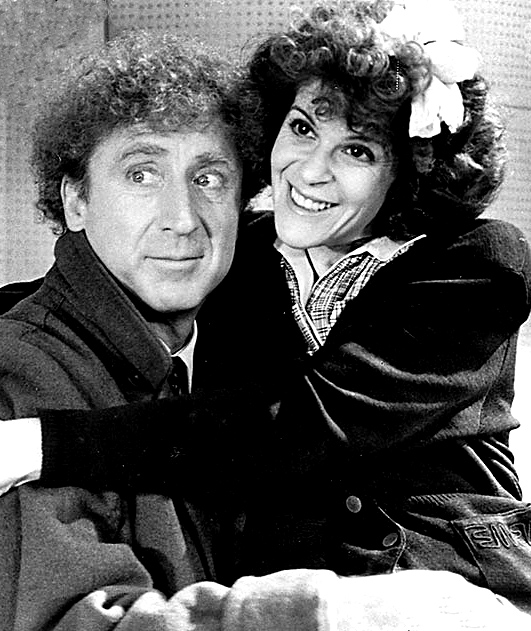
Gilda Radner tillsammans med maken Gene Wilder i filmen Ingen rädder för vargen 1986.

Gilda Susan Radner, född 28 juni 1946 i Detroit i Michigan, död 20 maj 1989 i Los Angeles, var en amerikansk komiker och skådespelare.

## Biografi
Gilda Radner föddes som yngsta barnet i en välbeställd judisk familj. Hon började 1964 studera vid University of Michigan i Ann Arbor. Hon scendebuterade 1972 med en uppsättning av Godspell i Toronto i Kanada. Följande år blev hon medlem i humorgruppen Second City i Toronto.
Mest känd blev Radner för att mellan 1975 och 1980 tillhöra ursprungsensemblen i sketchprogrammet Saturday Night Live. För sin insats i programmet belönades hon 1978 med en Emmy Award. Bland hennes populära rollfigurer i programmet fanns bland annat Roseanne Roseannadanna och Baba Wawa som var en parodi på Barbara Walters. Efter att ha lämnat programmet medverkade Gilda Radner bland annat i långfilmen First Family (1980) och satte upp den självbetitlade enmansföreställningen Gilda Live på Broadway 1979. Under arbetet med föreställningen lärde hon känna musikern G. E. Smith som hon 1980 gifte hon sig med. Paret skilde sig 1982. Under inspelningen av Hett om öronen (1982) träffade hon sin andre make, skådespelaren Gene Wilder. Paret gifte sig 18 september 1984 i Frankrike och var gifta fram till hennes död.
Gilda Radner dog 42 år gammal 1989 till följd av äggstockscancer. Hon skrev om sin sjukdom i självbiografin It's Always Something vilken gavs ut postumt 1989. År 2003 fick hon en stjärna på Hollywood Walk of Fame.
I den biografiska dramakomedin Saturday Night från 2024 porträtteras Radner av Ella Hunt.

## Filmografi i urval
- 1973 – Det hårda straffet
- 1975–1980 – Saturday Night Live (TV-serie) (99 avsnitt)
- 1978 – The Rutles: All You Need Is Cash
- 1980 – First Family
- 1980 – Animalympics (röst)
- 1982 – Hett om öronen
- 1984 – En tjej i rött
- 1985 – Movers and Shakers
- 1986 – Ingen rädder för vargen